# Дурмішидзе Сергій Васильович
Дурмішидзе Сергій Васильович (12 березня 1910, Сачхере, Грузія — 1989) — радянський біохімік рослин.

## Біографія
Народився 12 березня 1910 року в Сачхере. Незабаром після народження переїхав в Тифліс і в 1926 році вступив в Грузинський сільськогосподарський інститут, який він закінчив у 1931 році. У 1932 році влаштувався на роботу у Всесоюзний інститут виноробства і працював аж до 1935 року. У 1935 році адміністрація Тіфліського сільськогосподарського інституту запросила його назад як наукового співробітника, де він пропрацював аж до 1935 року. У 1936 році сільськогосподарський інститут змінив назву на Тбіліський, у зв'язку зі зміною назви столиці Грузинської РСР, одночасно з цим з 1943 по 1945 рік обіймав посаду директора Інституту виноробства. З 1955 по 1972 рік був академіком-секретарем Відділення біології АН Грузинської РСР В 1958 році перейшов на роботу до Тбіліського державного університету, де він обіймав посаду професора кафедри біохімії. У 1960-ті роки заснував Інститут біохімії рослин та після його відкриття в 1971 році одноголосно обраний директором цього інституту і працював на цій посаді аж до своєї смерті.
Помер у 1989 році.

## Навчальна діяльність
Основні наукові роботи присвячені вивченню біохімії винограду і способу його переробки. Автор понад 300 наукових праць, 5 монографій та 6 авторських винаходів. Вивчав шляхи метаболізму флавоноїдів, стероїдів, терпеноїдів, вуглеводнів в рослинах. Розробив молекулярні основи детоксикації ксенобіотиків в рослинах.

## Вибрані твори
1. Дурмішидзе С. Ст. Питання біохімії переробки винограду.— Тбілісі.: Мецниереба, 1967.— 54 с.
2. Членство в товаристві 1955-1989 — Академік АН Грузинської РСР.